# Dathan
Dathan o Datan è un personaggio biblico, notabile della tribù di Ruben, il cui nome significa "dal corpo robusto". 
Era figlio di Eliab e fratello di Abiram. Con quest'ultimo e con Core, partecipò alla rivolta contro Mosè e Aronne e con loro morì inghiottito dalla terra. L'episodio è narrato nel libro dei Numeri al cap. 16, vv. 1 - 35.

## Altri media

### I dieci comandamenti

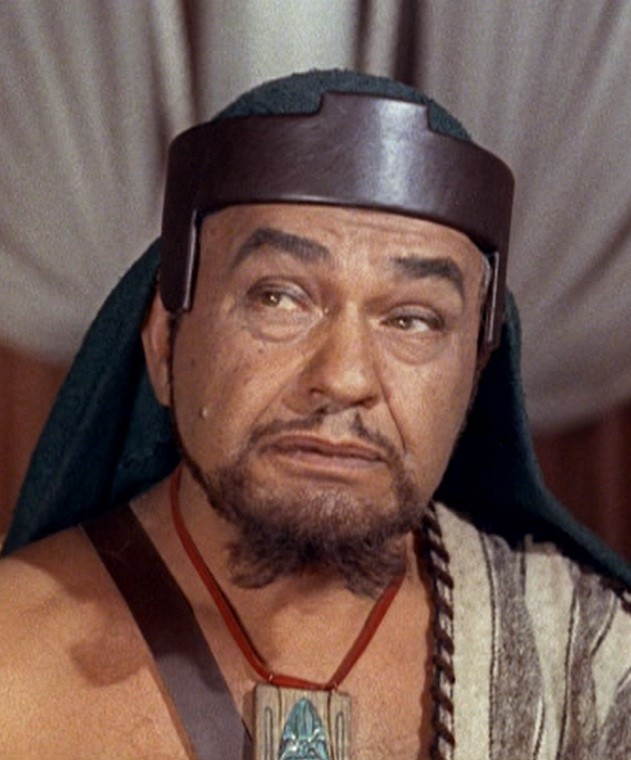
Dathan (Edward G. Robinson) nel film I dieci comandamenti di Cecil B. De Mille

Nella pellicola I dieci comandamenti di Cecil B. De Mille, Dathan (interpretato da Edward G. Robinson) svolge un ruolo molto più importante di quello che gli riservano le sacre scritture. 
È un ebreo passato al servizio degli egiziani e divenuto capo dei sorveglianti ai lavori nella città del tesoro. Come nelle Sacre Scritture è fratello di Abiram. È un parassita, che dà importanti informazioni riguardo alle usanze e ai segreti degli ebrei a chi offre la somma migliore. Svolge diverse mansioni per Baka, il capo costruttore, ma accetta anche il compito offertogli da Ramses di trovare il liberatore. 
È attratto particolarmente da Lilia, la portatrice d'acqua, la fidanzata di Giosuè che, come tutti gli altri schiavi, cerca di evitarlo per la sua cattiveria. Cerca di distogliere Baka dal proposito di prendere come concubina Lilia ma viene per questo insultato dal ricco egiziano.
Assiste alla sua uccisione per mano di Mosè e confessa tutto l'accaduto a Ramses che lo premia con la concessione del ruolo di governatore di Goscen, la magnifica casa di Baka, e Lilia come concubina. La giovane chiede pietà a Dathan che però non cede e costringe la poveretta a scegliere fra il disonore di diventare una concubina, salvando però la vita di Giosuè, o l'onore mantenuto non accettando la proposta, ma lasciando il giovane ebreo nelle mani della giustizia che lo condannerà a morte. Per salvare la vita dell'amato, Lilia sceglie la prima proposta e diventa concubina di Dathan. 
Quando Mosè torna in Egitto portando la parola del Signore tenta in tutti i modi di aizzare il popolo contro il profeta. 
È costretto a partire per la terra promessa perché Giosuè ha tinto con il sangue l'architrave della sua porta per salvare Lilia dalla decima piaga. Reietto dalla sua gente, tenta in tutti i modi di riportare gli ebrei in Egitto, prima di fronte al Mar Rosso, e poi sotto le pendici del monte Sinai. 
Lì, in assenza di Mosè, riuscirà a prendere il potere e a costringere Aronne a costruire un vitello d'oro. Il suo scopo è quello di tornare in Egitto per riprendere possesso delle proprie ricchezze. Non appena Mosè scende dal monte Sinai però maledice Dathan e i suoi seguaci. Scaglia le tavole dei dieci comandamenti contro il vitello d'oro, causando così il furore divino che ucciderà Dathan facendolo inghiottire dalla terra.